# York Landing Airport
York Landing Airport är en flygplats i Kanada.   Den ligger i provinsen Manitoba, i den östra delen av landet, 1 800 km nordväst om huvudstaden Ottawa. York Landing Airport ligger 186 meter över havet.
Terrängen runt York Landing Airport är platt. Trakten runt York Landing Airport är nära nog obefolkad, med mindre än två invånare per kvadratkilometer.. Det finns inga samhällen i närheten. 